# Legend of Love

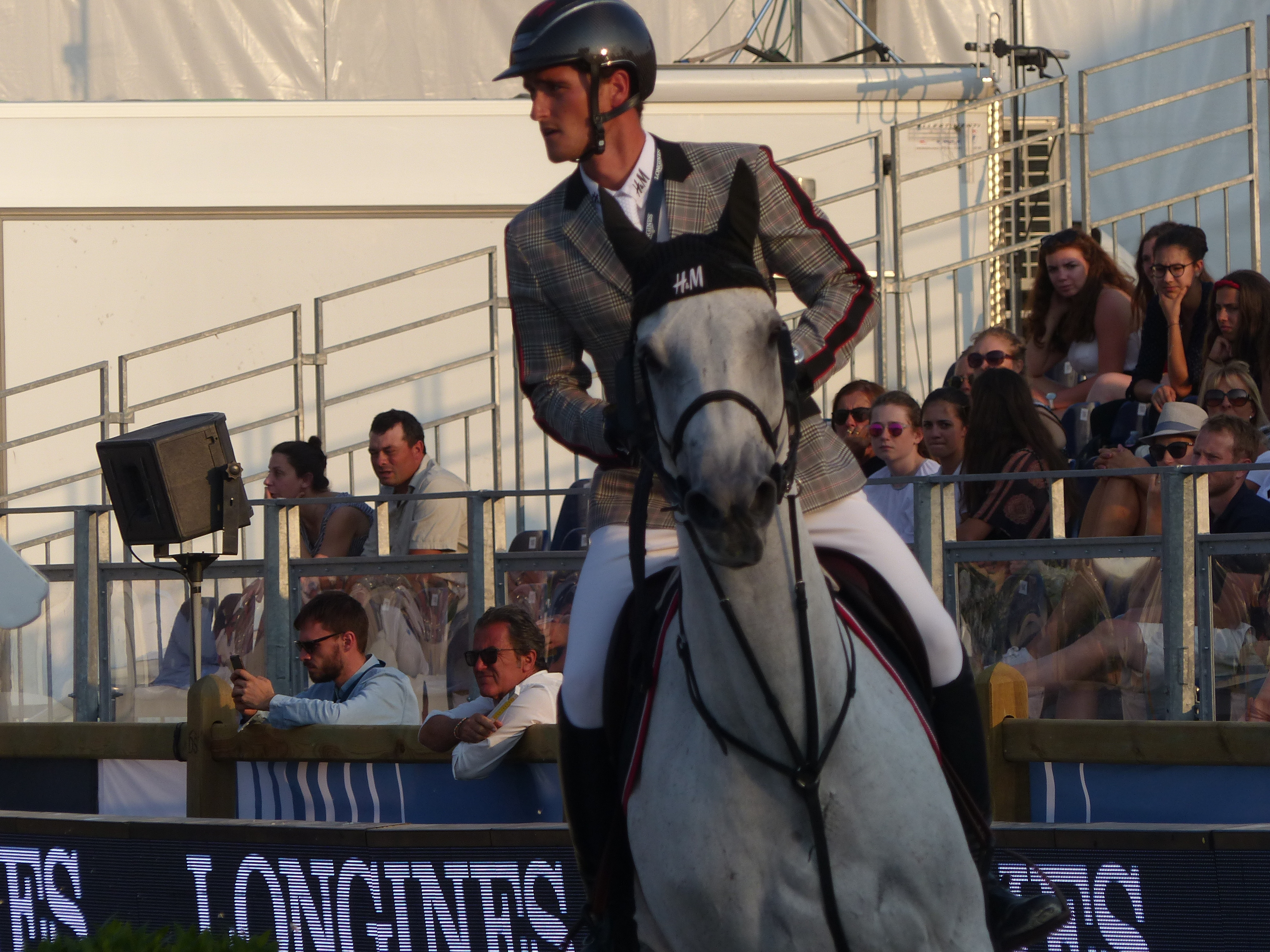
Legend of Love mit Olivier Philippaerts beim Paris Eiffel Jumping, 2018

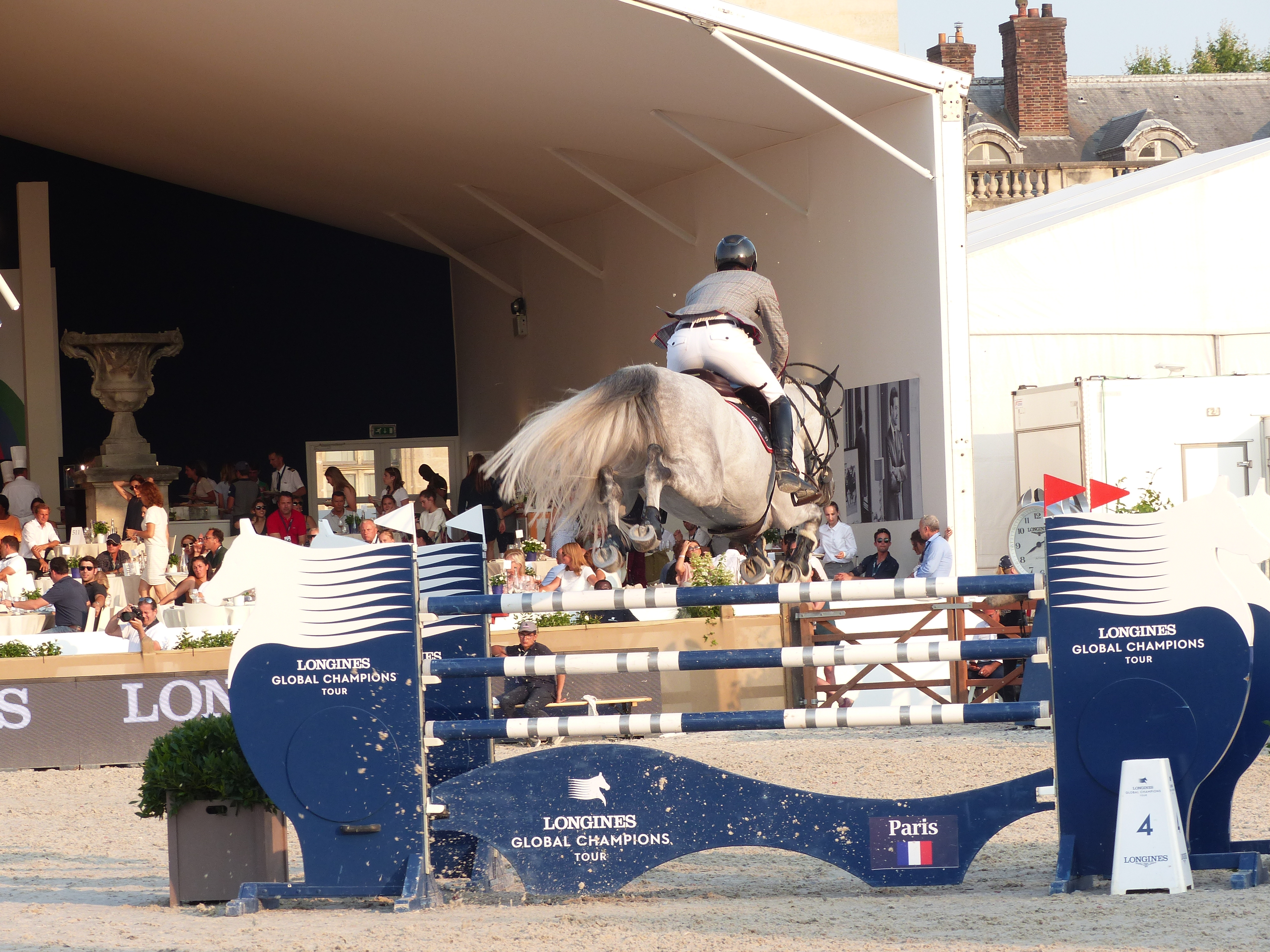
Legend of Love in Paris

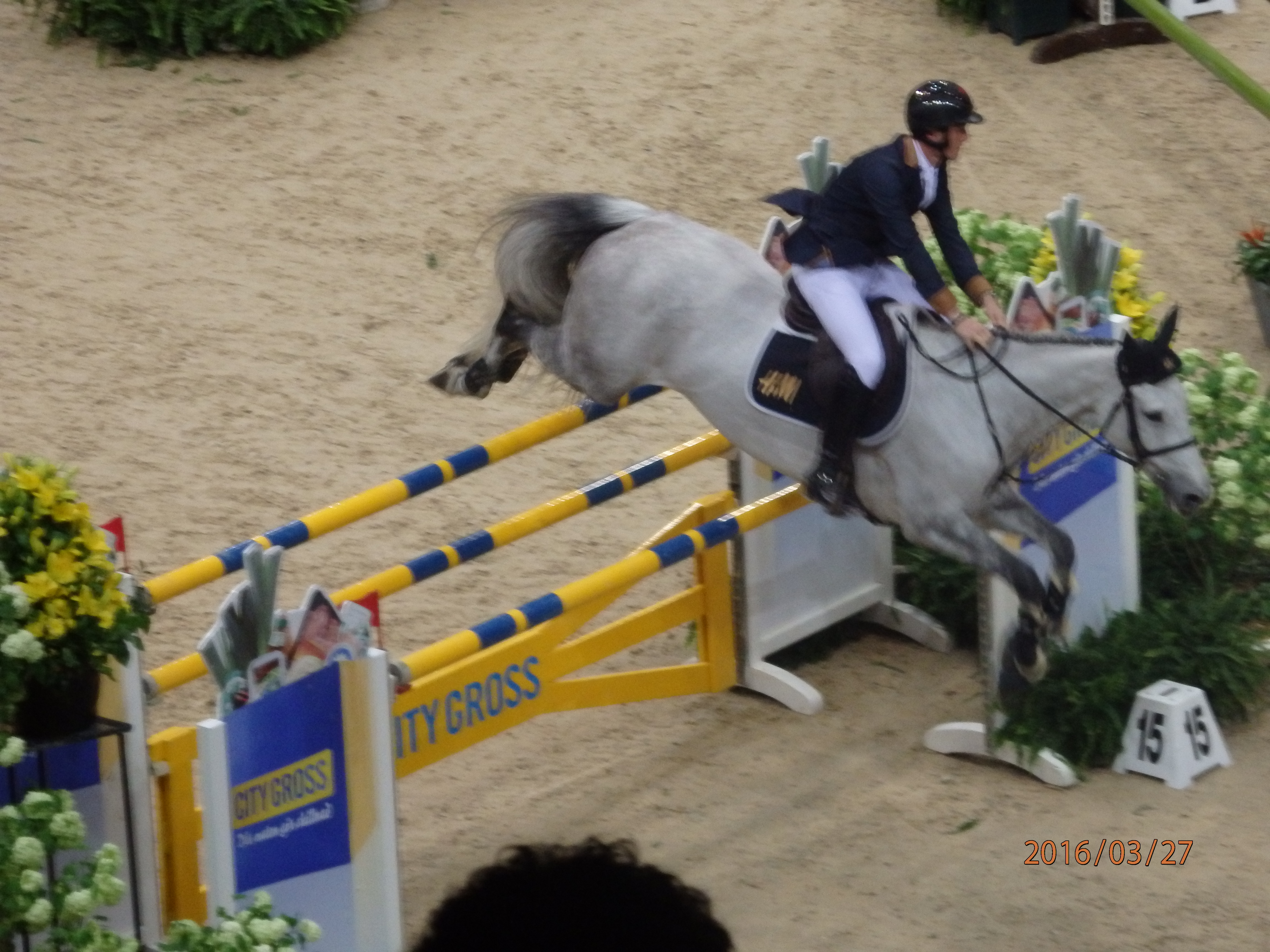
Legend of Love bei der Göteborg Horse Show 2016

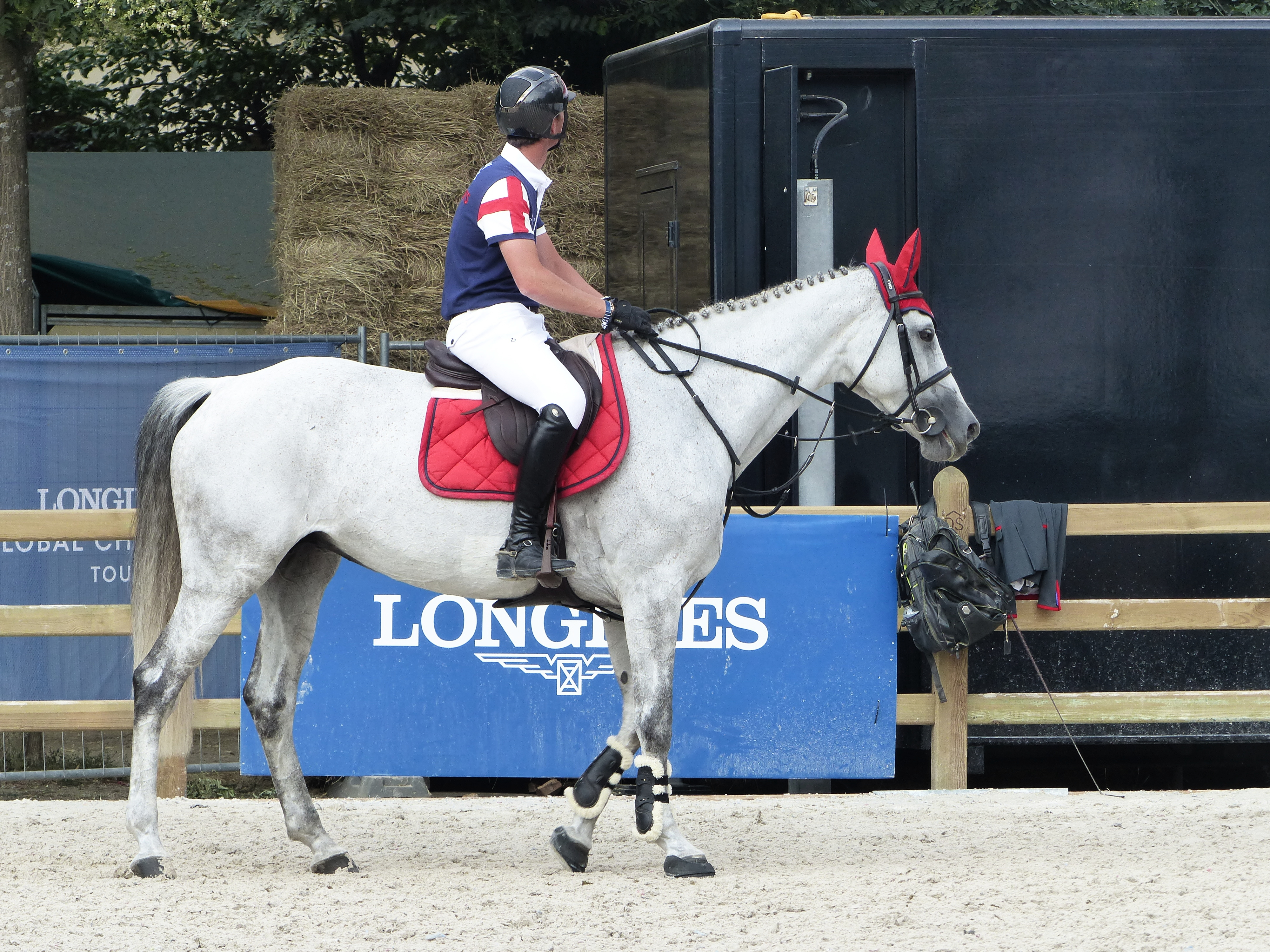
Legend of Love, 2018

Legend of Love (* 2. April 2006) ist eine Springstute, die vom belgischen Springreiter Olivier Philippaerts geritten wurde.

## Herkunft
Legend of Love wurde am 2. April 2006 auf dem Gestüt von Wolfgang Golibrzuch geboren. Sie ist ein Deutsches Sportpferd und beim Pferdezuchtverband Sachsen-Thüringen e.V eingetragen. Ihre Mutter ist Waldperle (von Corgraf), ihr Vater ist Landzauber.
Legend of Love ist eine Schimmelstute mit einem langen Hals und 1,72 m Stockmaß. Sie ist sensibel, aufmerksam, vorsichtig und sie hat viel Blut.
Olivier Philippaerts erkannte ihr Potential, als er in Deutschland auf der Suche nach Nachwuchspferden war. Er konnte die Hälfte erwerben. Die Stute wurde von H&M gesponsert, daher rührt der Sponsorname H&M Legend of Love.

## Sportlaufbahn
Im Alter von 8 Jahren begann ihre Sportlaufbahn mit Olivier Philippaerts im Jahr 2014. Philippaerts benötigte jedoch fast zwei Jahre, um seine Reitweise an die Stute anzupassen. 2017 nahmen sie an den Europameisterschaften teil, aber beim Abreiten verweigerte Legend of Love, was zu einem Sturz und einer Schulterverletzung des Reiters führte.
2020 erreichte sie auf der vom WBFSH geführten Weltrangliste der Springpferde den Platz 158.
- März 2016:      Siegerin im CSI5* Prix Audi (1,55 m) in Brabant
- November 2017:  Siegerin im GP von Maastricht[7]
- April 2018:     5. Platz im Weltcupfinale 2018 in Paris, nach einem 4. Platz in der 2. Teilprüfung.[8]
- November 2018:  3. im CSI5*-W von Lyon.
- Dezember 2018:  9. im CSI5*-W von Melechen.
- April 2019:     5. Platz im Weltcupfinale 2019 in Göteborg[9]

## Zuchtlaufbahn
Legend of Love bekam durch einen Weideunfall ein Fohlen. Sie stand als 4-jährige bei der Mutter von Olivier Philippaerts, als der Hengst Chili Willi aus seinem Paddock entwich und sie deckte. Mme Philippaerts entdeckte den Unfall erst drei Monate später und riet ihrem Sohn die Stute mit Ultraschall untersuchen zu lassen. Das Fohlen Child of Love wurde 2012 geboren. Obwohl es nur ein Weideunfall war, entwickelte sich das junge Pferd zu einem vielversprechenden jungen Sportpferd.